# Echte Mehltaupilze

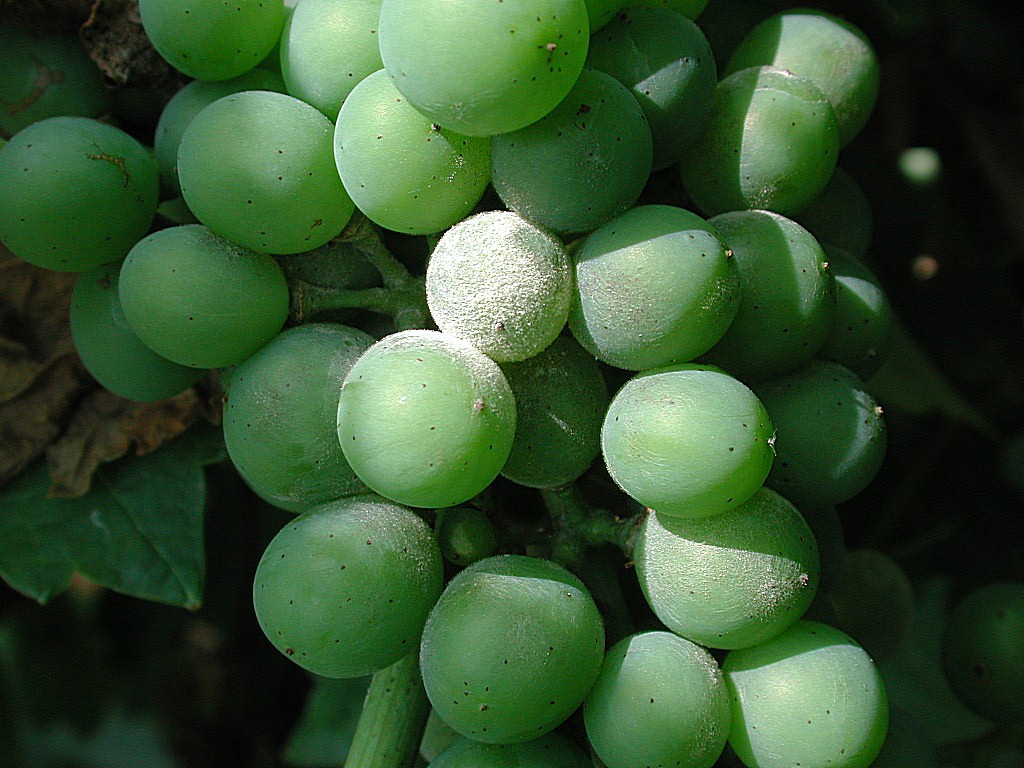
Mehltaubefall von Weinbeeren

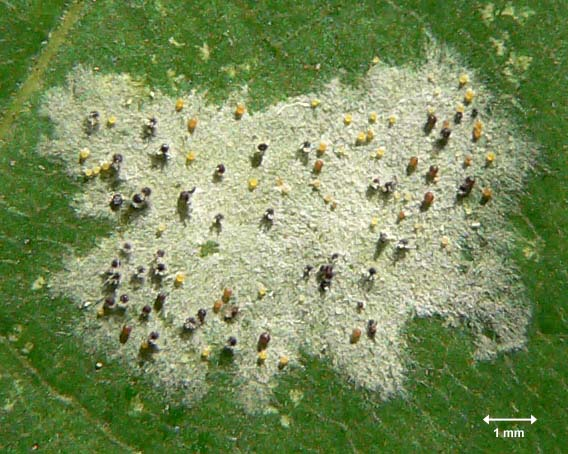
Detail eines Echten Mehltaus

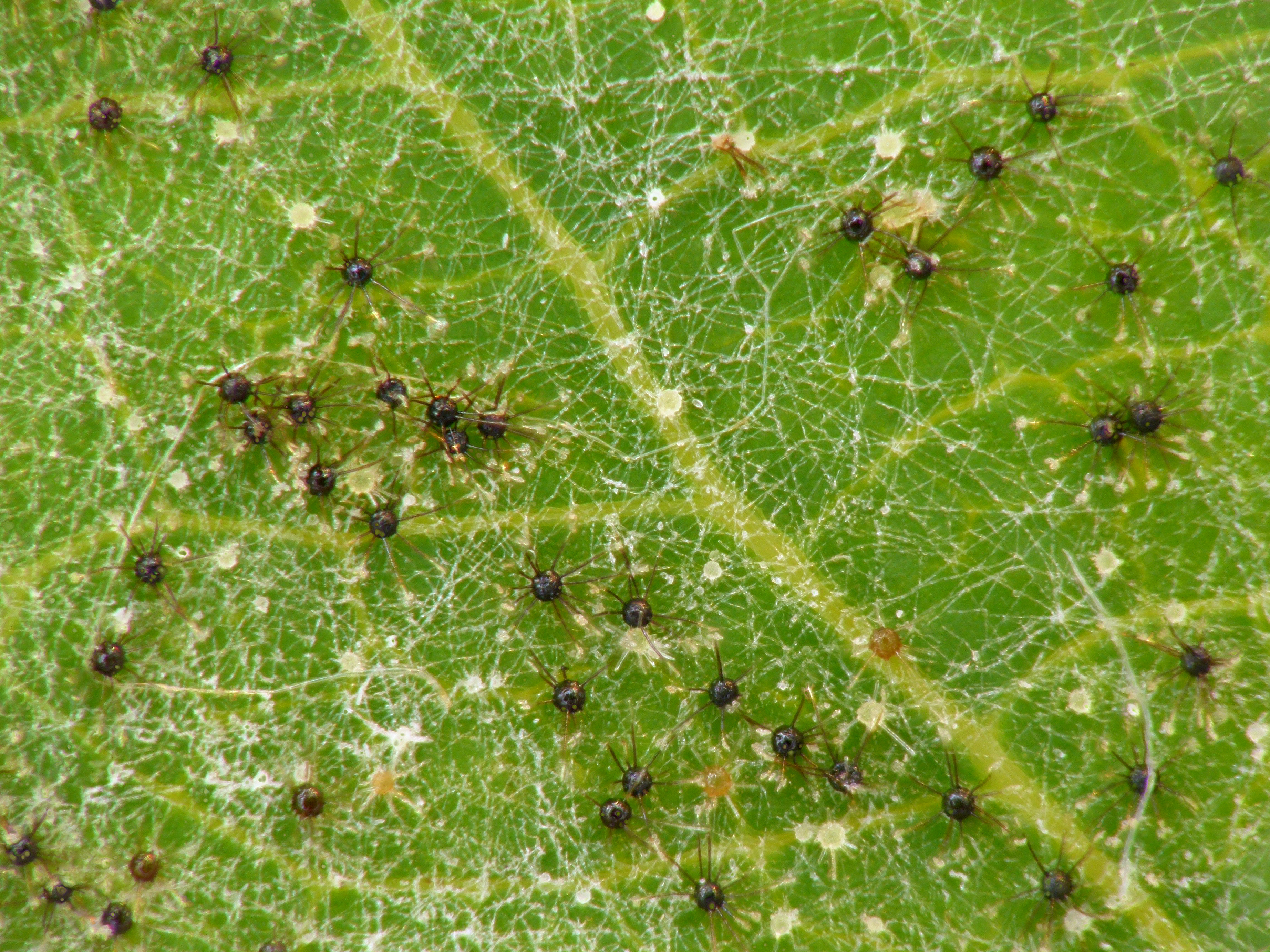
Echter Mehltau (vergrößert)

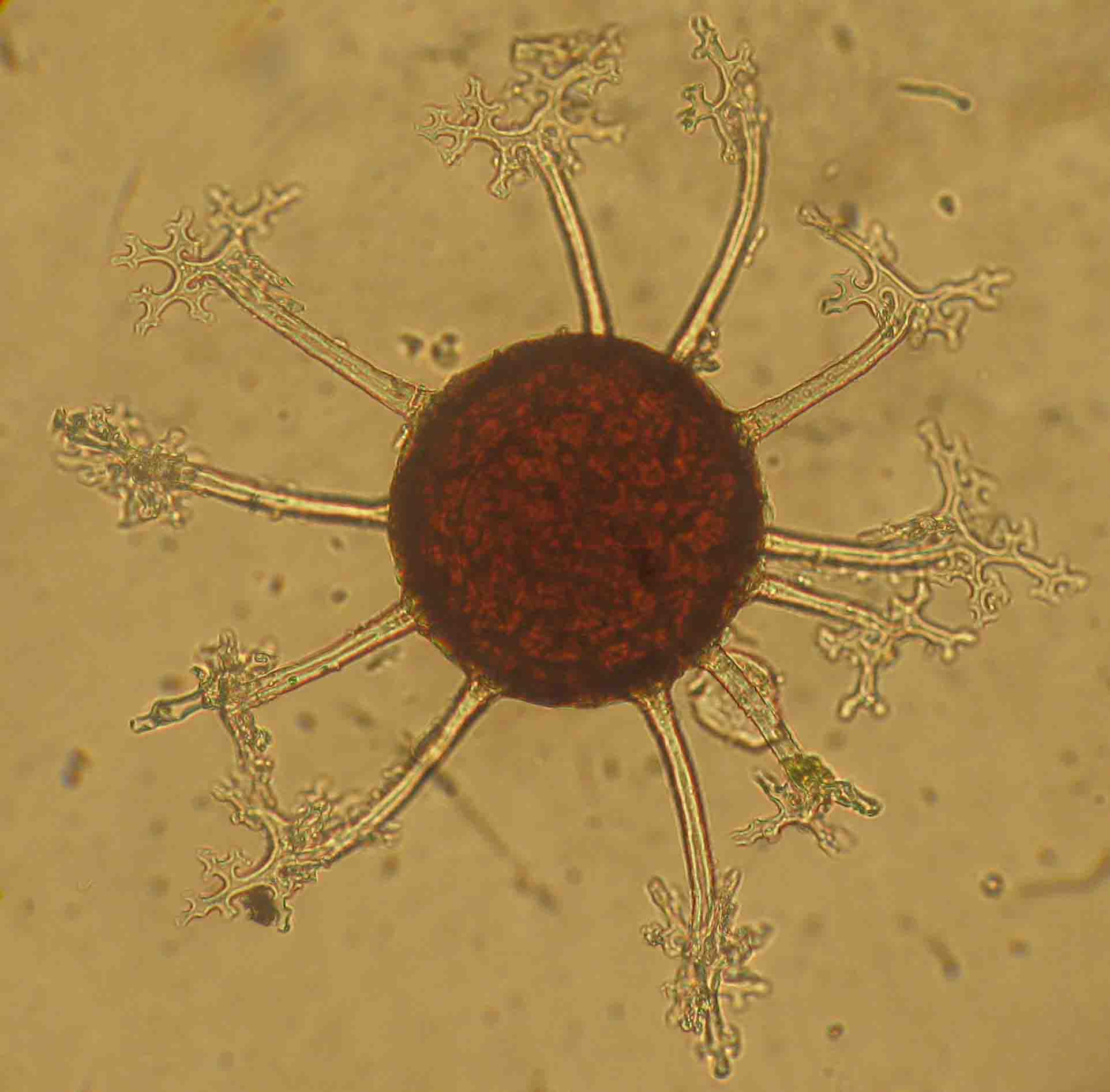
Kleistothecium des Eichen-Mehltaues Erysiphe alphitoides auf einem Stieleichen-Blatt

Die Echten Mehltaupilze (Erysiphaceae) sind eine Familie in der  Ordnung der Helotiales. Innerhalb der Leotiomycetes, einer Klasse der Schlauchpilze. Sie bilden eine monophyletische Gruppe von obligat biotrophen Ektoparasiten, die bei verschiedenen höheren Pflanzen, darunter viele Nutz- und Zierpflanzen, den Echten Mehltau hervorrufen. Die Pilze haben daher auch eine große wirtschaftliche Bedeutung.

## Biologie
Erysiphaceenarten wachsen oberflächlich auf ihrem Wirt. Auf der Blattoberfläche bildet sich ein Pilzgeflecht, das als weißer, abwischbarer Belag erscheint. Dieser bildet so genannte Haustorien aus. Dies sind spezielle Saugorgane des echten Mehltaus, die sich in den Zellen der Epidermis verankern. So wird der Pilz mit Nährstoffen versorgt. Dabei durchstoßen die Haustorien zwar die Zellwand, nicht jedoch die Plasmamembran. Durch den Entzug von Nährstoffen welkt das Blatt und fällt schließlich ab.
Aus dem oberflächlichen Mycel entwickeln sich Konidienträger, auf denen Konidien (Sommersporen) angeordnet sind. Die sich nun verbreitenden Konidien sorgen für die Massenvermehrung während der Vegetationsperiode.
Fruchtkörper entstehen am Ende der Vegetationsperiode durch die Verschmelzung unterschiedlich ausgeprägter Pilzfäden an der Oberfläche der befallenen Pflanzenorgane. Diese sogenannten Kleistothezien oder Chasmothecien enthalten Ascosporen, die kleiner sind als Konidien.
Der echte Mehltau überwintert mit seinem Mycel in den Knospen der befallenen Pflanze und beginnt mit deren Austrieb wieder zu wachsen. Das heißt, er breitet sich erneut zu einem Geflecht aus und bildet Konidienträger. Die Konidien werden vom Wind verbreitet und bilden neue Infektionsherde.
Im Taxoboxbild ist ein von Sawadaea tulasnei (Synonym: Uncinula tulasnei) befallenes Blatt des Spitz-Ahorns (Acer platanoides) gezeigt. Sawadaea tulasnei ist ein spezifischer Ektoparasit des Spitzahorns und gefährdet ungeachtet des manchmal dramatischen optischen Eindrucks den Wirtsbaum nicht ernstlich. Daher ist eine Bekämpfung mit Fungiziden nicht notwendig. Durch Verbrennen des abgefallenen Laubes im Herbst kann die Gefahr eines erneuten Befalls im folgenden Jahr verringert werden.
Das untere Bild zeigt auf dem weißlichen Myzel die Kleistothecien (Fruchtkörper) als zirka 100 µm große Kugeln in verschiedenen Reifegraden von gelb (unreif) bis schwarz (reif). Bei dieser Vergrößerung kann man an einigen schwarzen Kleistothecien gerade noch einen weißlich erscheinenden Flaum erkennen, der von farblosen Anhängseln gebildet wird. Die Form dieser Anhängsel ermöglicht bei stärkerer Vergrößerung die Bestimmung der Art. So sind diese Anhängsel bei Sawadaea tulasnei einseitig gekrümmt zum Unterschied von der auf dem Feld-Ahorn schmarotzenden Art Sawadaea bicornis (Uncinula bicornis), bei der sie gegabelt sind.
Es besteht ein grundsätzlicher Unterschied zu den ebenfalls „Mehltau“ genannten Vertretern der Ordnung Peronosporales, bei denen sich der gräulich-bläuliche Pilz auf der Blattunterseite entwickelt und als Falscher Mehltau bezeichnet wird.

## Ökologische Bedeutung
Echter Mehltau ist für einige mycetophage Marienkäferarten lebensnotwendig. So ernähren sich z. B. der Sechzehnfleckige und der Zweiundzwanzigpunkt-Marienkäfer ausschließlich von Mehltau.

## Phytopathologisches Labor und Resistenz
Als obligat biotrophe Ektoparasiten lassen sich alle Echten Mehltaupilze nicht auf Nährmedien kultivieren. Dies stellt für die Erhaltung von Reinkulturen für Resistenzprüfungen von Sorten der verschiedenen Wirtsarten ein Problem dar. Da die Resistenz gegen Echte Mehltauerreger bei einigen Wirtsarten sortenunterscheidendes Merkmal ist, ist auf die Reinerhaltung der Phytopathogene besonderes Augenmerk zu legen. So wird beispielsweise Erysiphe pisi unter semi-sterilen Bedingungen auf Fiederblättern anfälliger Erbsensorten kultiviert. Bei Wirtsarten, bei denen die Resistenz nicht zur Unterscheidung der Sorten dient, kann jedoch ohne Weiteres unter natürlichen Befallsbedingungen geprüft werden.

## Systematik und Taxonomie
Die Familie der Echten Mehltaupilze wurde bereits 1861 von Edmond Tulasne und Charles Tulasne beschrieben. Die Ordnung der  Erysiphales wurde 1884 von Eugenius Warming und 1922 nochmals von Helen Gwynne-Vaughan beschrieben. Die Ordnung stand in der Klasse der Leotiomyceten. aber Phylogenetische Studien fanden heraus, dass sie innerhalb der Ordnung der Helotiales standen und diese daher paraphyletisch waren. Daher ist die Ordnung seit 2021 ein Synonym und zählt nun offiziell zu den Helotiales.
Sämtliche Gattungen und ausgewählte Arten nach Braun (2012) und Wijayawardene und Mitarbeiter (2021)
- Arthrocladiella mit zwei Arten
  - Arthrocladiella mougeotii
- Blumeria mit einziger Art Blumeria graminis: beziehungsweise Oidium monilioides (Nebenfruchtform) an Getreide und Gräsern
Blumeria gilt seit einigen Jahren als eigene Gattung und wurde früher zu Erysiphe gezählt; der Echte Getreidemehltau hieß bis dahin Erysiphe graminis.
- Brasiliomyces mit sechs Arten
- Bulbomicroidium mit nur einer Art
- Cystotheca mit neun Arten
- Caespitotheca mit einziger Art Caespitotheca forestalis
- Erysiphe mit 478 Arten
  - Erysiphe azaleae: (Synonym: Microsphaera azaleae, Oidium ericinum) an Azaleen, Erica und Rhododendren
  - Erysiphe begoniicola (Synonym: Microsphaera begoniae) an Knollenbegonien
  - Erysiphe betae an Roter Rübe; Mangold; Zuckerrübe
  - Erysiphe cichoracearum an Gurke, Eissalat (selten); Endivie; Chicorée (an Samenträgerpflanzen); Schwarzwurzel
  - Eichenmehltau (Erysiphe alphitoides) an Eichen, Basionym: Microsphaera alphitoides
  - Erysiphe communis an Feldsalat
  - Erysiphe cruciferarum an Rosenkohl, Chinakohl
  - Erysiphe heraclei an Fenchel; Möhre; Petersilie Sellerie; Pastinak
  - Erysiphe necator bzw. Oidium tuckeri (Anamorph) an Weinrebe
  - Erysiphe pisi an Erbse
  - Erysiphe polygoni an Klee, Erbse, anderen Leguminosen und (selten) Buschbohne
  - Erysiphe polyphaga an Feldsalat
  - Erysiphe trifoliorum (Synonym: Microsphaera trifolii) an Erbsensträuchern, Geißklee, Klee, Lupinen, Platterbsen, Steinklee
- Golovinomyces mit 66 Arten
  - Golovinomyces lycopersici (Synonym: Oidium lycopersici) an Tomate
- Leveillula mit 49 Arten
- Microidium mit drei Arten
- Neoerysiphe mit 15 Arten
- Parauncinula mit vier Arten
  - Parauncinula septata
- Phyllactinia mit 117 Arten
  - Phyllactinia guttata
  - Phyllactinia mali
- Pleochaeta mit fünf Arten
- Podosphaera mit 124 Arten
  - Podosphaera aphanis an Erdbeeren
  - Podosphaera aucupariae an Eberesche[8]
  - Podosphaera clandestina
  - Podosphaera fuliginea  (Synonym: Sphaerotheca fuliginea, Podosphaera xanthii) an Gurke, Endivie und an Kürbisgewächsen
  - Podosphaera leucotricha (Apfelmehltau) an Apfel
  - Podosphaera macularis an Hopfen
  - Podosphaera mors-uvae an Stachelbeere und Ribes-Arten
  - Echter Rosentaupilz (Podosphaera pannosa) an Rose; Steinobst
- Pseudoidium mit 80 Arten
- Queirozia mit einziger  Art Queirozia turbinata
- Sawadaea mit 10 Arten
  - Sawadaea aesculi
  - Sawadaea bicornis
  - Sawadaea koelreuteriae
  - Sawadaea negundinis
  - Sawadaea tulasnei
- Takamatsuella mit einziger Art Takamatsuella circinata
- Typhulochaeta mit vier Arten